# Acherontiella dentata
Acherontiella dentata är en urinsektsart som beskrevs av Djanaschvili 1971. Acherontiella dentata ingår i släktet Acherontiella och familjen Hypogastruridae. Inga underarter finns listade i Catalogue of Life.